# Robert LuPone
Robert Francis LuPone (Brooklyn, 29 de julio de 1946-Albany, 27 de agosto de 2022) fue un actor, bailarín, cantante y director artístico estadounidense que trabajó en teatro, cine y televisión.

## Biografía
Hijo de Angela Louise y Orlando Joseph LuPone, Robert nació en 1946 en Brooklyn y se crio en Northport en Long Island. Era hermano de la actriz y cantante Patti LuPone y su tía abuela fue la soprano Adelina Patti. Estudió danza en la Escuela Juilliard con Antony Tudor, José Limón y Martha Graham, graduándose en 1968, y formó sus dotes de actor en HB Studio con Uta Hagen.
Robert LuPone falleció el 27 de agosto de 2022, víctima de un cáncer de páncreas.

## Carrera artística
Protagonizó numerosos musicales en Broadway y en el resto de los Estados Unidos, incluyendo: Guys and Dolls (Music Fair Circuit Production, 1965), Kiss Me, Kate (Music Fair Circuit Production, 1965), The Pajama Game (Music Fair Circuit Production, 1966), Gentlemen Prefer Blondes (Music Fair Circuit Production, 1966), West Side Story (Nueva York, 1968), Sweet Potato (Broadway, 1968), Minnie's Boys (Broadway, 1970), A Chorus Line (Off Broadway, Broadway, 1975; Tour, 1976; nominado al Premio Tony al Mejor Actor de Reparto en un Musical), St. Joan (Broadway, 1977), Late Nite Comic (Broadway, 1987), A Look from the Bridge (Broadway, 1997) y True West (Broadway, 2000).
LuPone obtuvo una nominación al Tony al mejor actor de reparto por su papel en el musical A Chorus Line.
En cine destacó su actuación en producciones tales como Jesucristo Superstar (1973), The Doors (1991) y Juegos sádicos (2007).
En televisión, actuó en cinco episodios de Los Soprano como el Dr. Bruce Cusamano (1999-2007). Apareció en Law & Order: Criminal Intent en dos episodios como Nelson Broome (2003-2009), y en Law & Order: Special Victims Unit durante un episodio en 2004. También apareció en All My Children en la década de 1980. Actuó además en el episodio piloto de la serie musical de la NBC Smash, así como en el episodio piloto del drama Billions de Showtime.

## Filmografía
- Song of Norway (1970)
- Jesucristo Superstar (1973)
- Rich Man, Poor Man - Book II (1976)
- The Feather and Father Gang (1977)
- Ryan's Hope (serie de TV – 1975-1989)
- Search for Tomorrow (serie de TV – 1983)
- All My Children (serie de TV – 1984-1985)
- Another World (serie de TV – 1985-1986)
- CBS Summer Playhouse (serie de TV – 1987)
- High Stakes (1989)
- The Doors (1991)
- Ghostwriter (1994)
- Loving (serie de TV – 1991-1994)
- Love and Betrayal: The Mia Farrow Story (película para TV – 1995)
- A Modern Affair (1995)
- Palookaville (1995)
- Dead Presidents (1995)
- Swift Justice (serie de TV – 1996)
- The Guiding Light (serie de TV – 1989-1997)
- Sex and the City (serie de TV – 2000)
- JAG (serie de TV – 2000)
- American Tragedy (película para TV – 2000)
- Ally McBeal (serie de TV – 2001)
- Law & Order (serie de TV – 1990-2002)
- Crossing Jordan (serie de TV – 2002)
- Heartbreak Hospital (2002)
- The Door in the Floor (2004)
- Indocumentados (2004)
- Vieni via con me (2005)
- Stella (serie de TV – 2005)
- Mentor (2006)
- Conviction (serie de TV – 2006)
- Los Soprano (serie de TV – 1999-2007)
- Then She Found Me (2007)
- Juegos sádicos (2007)
- Royal Pains (serie de TV – 2009)
- Law & Order: Criminal Intent (serie de TV – 2003-2009)
- Breaking Point (2009)
- Gravity (serie de TV – 2010)
- A Gifted Man (serie de TV – 2011)
- Gossip Girl: Chica Indiscreta (serie de TV – 2011)
- Smash (serie de TV – 2012)
- Isn't It Delicious (2013)
- The Affair (2014)
- Billions (2016)
- Odd Mom Out (serie de TV – 2016)
- Law & Order: Special Victims Unit (serie de TV – 2004-2019)